# Mileurista
O termo mileurista é usado para referir-se a uma pessoa da geração nascida na Europa entre 1968 e 1982 (aproximadamente) com remuneração que gira em torno de mil euros por mês.
O termo descreve a situação econômica, as pessoas e o grau de instrução, posto que o mileurista tem formação superior, geralmente graus acadêmicos de pós-graduação ou mestrado, cursos de especialização e extensão, e fluência em idiomas.
É uma geração jovem, obrigada a viver na casa dos pais ou em residências comunitárias, sem filhos ou patrimônio e que não encontra meios de alcançar um grau mínimo de estabilidade econômica. Vive o presente sem perspectivas claras de futuro ou, pelo menos, de mudança.
A intenção é dar ênfase ao contraste de uma geração com elevada formação acadêmica e pouca experiência prática num mercado de trabalho que dá maiores compensações financeiras à experiência do que à formação.

## Origem
Com grande probabilidade o termo mileurista foi cunhado e surgiu publicado pela primeira vez em 21 de agosto de 2005. Carolina Alguacil, publicitária de 27 anos, expunha com rancor em carta carta ao jornal espanhol El País intitulada Soy mileurista (Sou mileurista). Desde então, vem sendo bem acolhido e se difunde rapidamente pela Espanha e, em seguida, pela Europa, especialmente entre os afetados, acredita-se que por descrever de forma muito expressiva a situação complexa e frustrante da maioria de uma geração de jovens.
A elevada qualificação acadêmica da geração nacida em torno de 1970 e a baixa estabilidade profissional põe a Espanha entre as taxas mais altas de emprego temporário de seu entorno socioeconômico.